# 卡雷凡橋
卡雷凡橋（土耳其語：Kervan Köprüsü），或稱士麥那單孔石橋，根據吉尼斯世界記錄大全的記載，是世界上目前所知仍保存並在使用的最古老橋樑，该桥位于今土耳其境内的伊兹密尔附近，是古士麥那城的遺跡之一，橫跨麥爾斯河，约建于公元前850年，是一條石拱橋。

## 参照
- 赵州桥